# Death Row Records

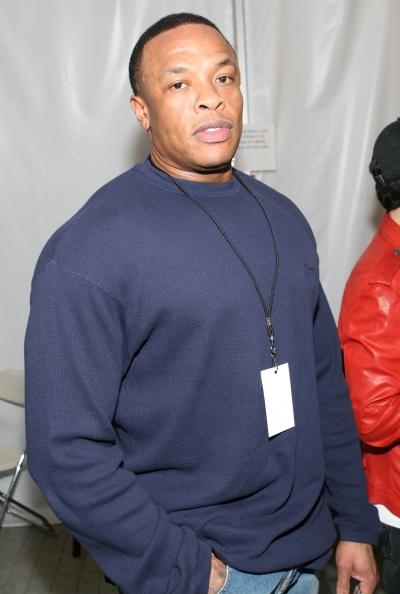
Zakladatel Death Row Records Dr. Dre.

Death Row Records je americká hudební nahrávací společnost, která byla založena v roce 1991 Suge Knightem a hudebním producentem a rapperem Dr. Drem. U labelu byly upsány hvězdy West Coast rapu 2Pac, Snoop Dogg, Dr. Dre a skupina Tha Dogg Pound. Společnost Death Row Records vytvořila alba, kterých se celosvětově prodalo přes sto milionů kusů. Současným vlastníkem labelu je Snoop Dogg (od r. 2022).

## Historie

### Počátky
Poté, co se začala rozpadat skupina N.W.A, které byl členem i hudební producent a rapper Dr. Dre, došlo k rozkolu u domovského labelu této skupiny, u Ruthless Records. Po sporech s vedením labelu se Dr. Dre rozhodl založit vlastní label, učinil tak v roce 1991 se Suge Knightem, z kterého se stal CEO labelu. Suge Knight a Dr. Dre (který se upsal pod Death Row), roku 1991 získali rappera a textaře The D.O.C., který spolupracoval už se skupinou N.W.A. Poté Dr. Dre uvedl k labelu i tehdejšího nováčka Snoop Doggy Dogga. A začaly práce na Dr. Dreho solo debutu The Chronic.

### Úspěch
Roku 1992 přibyli do sestavy labelu rappeři RBX, Tha Dogg Pound, The Lady of Rage a zpěvačka Jewell. V prosinci 1992 poté bylo vydáno veleúspěšné album Dr. Dreho - The Chronic. Album dosáhlo na třetí pozici v žebříčku Billboard 200 a v USA se stalo 4x platinovým. The Chronic obsahovalo i veleúspěšný singl "Nuthin' but a "G" Thang" (ft. Snoop Doggy Dogg), který se umístil na druhé příčce žebříčku Billboard Hot 100. Úspěch alba proslavil label Death Row Records a uvedl nový hudební podžánr G-Funk.
Po úspěchu alba Dr. Dreho, se u Death Row Records začalo pracovat na debutovém albu Snoop Doggy Dogga. Album Doggystyle bylo vydáno v listopadu 1993. Album dosáhlo vrcholu hitparády Billboard 200, jako první u Death Row Records. V USA se stalo 4x platinovým a zaznamenalo platinový úspěch i v Kanadě. Ve stejném roce byl k labelu upsán i zpěvák Nate Dogg.
V roce 1994 u labelu podepsal smlouvu i raper a producent Sam Sneed. Téhož roku byly u Death Row vydány dva soundtracky, a to k filmům Above the Rim a Murder Was the Case. Oba získaly certifikaci 2x platinová deska.

### Smlouva s Tupacem a spor s Bad Boy Records
Na začátku roku 1994 podepsali smlouvu u Death Row Records zpěvák Danny Boy a raper J-Flexx. Během téhož roku Suge Knight projevil zájem získat pod svá křídla kontroverzního rappera Tupaca Shakura. Ten byl v listopadu 1994 postřelen a okraden v nahrávacím studiu v New Yorku, z čehož byli obviněni hlavní hvězda tehdy velmi úspěšného labelu Bad Boy Records The Notorious B.I.G. a CEO Sean Combs. Ačkoliv se spojitost mezi nimi a incidentem nikdy nepotvrdila, spor vyvolal ohromnou nevraživost mezi rappery z východního a západního pobřeží USA, která je známa jako "East Coast-West Coast hip hop rivalry". V čele sporu byly nahrávací společnosti Bad Boy Records a Death Row Records.
Roku 1995 byl 2 Pac odsouzen na dvanáct měsíců za sexuální obtěžování své fanynky. Během jeho uvěznění bylo vydáno debutové album skupiny Tha Dogg Pound. Nese název Dogg Food, obsadilo první pozici v žebříčku Billboard 200 a stalo se 2x platinovým v USA. Po propuštění 2Paca z vězení bylo dokončeno jeho dvojalbum s názvem All Eyez on Me. Album debutovalo na první příčce žebříčku Billboard 200 a stalo se v USA 9x platinovým, což u dvojalba znamená prodej okolo 4,5 milionu kusů. Také obsahovalo dva #1 singly, a to píseň "California Love", na které hostoval Dr. Dre, a "How Do U Want It" (ft. K-Ci & JoJo). Bylo to poslední album vydané za 2 Pacova života, jelikož v září 1996 podlehl svým zraněním, které utrpěl, když byl v Las Vegas postřelen. V návaznosti na tuto událost bylo v listopadu 1996 vydáno album The Don Killuminati: The 7 Day Theory, které 2Pac ještě stihl nahrát. Album debutovalo na první příčce Billboard 200 a stalo se 4x platinovým.
V prosinci 1996 bylo vydáno druhé, a u Death Row poslední, album rappera Snoop Doggy Dogga. Album Tha Doggfather debutovalo na první příčce žebříčku Billboard 200 a 2x získalo ocenění platinová deska. Před Vánoci bylo vydáno kompilační album umělců upsaných u Death Row Records. Desky Christmas on Death Row se prodalo okolo 200 000 kusů.
Během sporů mezi Death Row Records a Bad Boy Records opustili, kvůli politice Suge Knighta, label rappeři RBX, The D.O.C. i zakladatel labelu Dr. Dre, který poté založil nový label Aftermath Entertainment.

### Rozpad Death Row Records
Po smrti 2 Paca a odchodu Dr. Dreho, byla hlavním tahounem labelu skupina Tha Dogg Pound a rapper Snoop Doggy Dogg, který byl ovšem silně nespokojen s politikou labelu, která vedla k jeho odchodu v roce 1998. Roku 1996 byla k labelu upsána skupina, kterou založil 2 Pac, jde o skupinu Outlaw Immortalz. V roce 1997 byly vydány platinové soundtracky k Tupacovým filmům Gridlock'd a Gang Related. Ve stejném roce se dočkala i svého debutu Lady of Rage. Její album se stalo 'jen' zlatým. Poté byl však Suge Knight poslán do vězení a label se začal rozpadat. Následkem toho odešel Nate Dogg, Snoop Doggy Dogg i Kurupt (z formace Tha Dogg Pound). Naopak smlouvu získala Suge Knightova manželka a matka jednoho z Dr. Dreových dětí, zpěvačka Michel'le.
Roku 1998 byla vydána alba rappera Daze Dillingera (z formace Tha Dogg Pound) a právě zpěvačky Michel'le. V listopadu byla vydána 2 Pacova výběrová kompilace. Dvojalba Greatest Hits se prodalo jen v USA na pět milionů kusů a v roce 2011 získalo ocenění diamantová deska.

### Úpadek
Během doby, kdy byl Suge Knight ve vězení přijali do Death Row Records nové tváře, jmenovitě to byli Crooked I, Left Eye a The Realist. Ti ovšem všichni do roku 2003 label opustili. Také byla v roce 2000 vydána kompilační deska umělců u Death Row nazvaná Too Gangsta for Radio. Také bylo vydáno neoficiální album Snoop Dogga nazvané Dead Man Walkin' . Suge Knight poté zahájil opětovné navazování styků se Snoop Doggem a skupinou Tha Dogg Pound. V roce 2001 vydal s jejich souhlasem kompilační alba 2002 v případě skupiny Tha Dogg Pound a Death Row: Snoop Doggy Dogg at His Best v případě Snoop Dogga. Suge Knight, který se nyní orientoval na vydávání nahrávek, které umělci nahrály v dobách, kdy byly u Death Row, v březnu 2001 vydal nové album s 2 Pacovými písněmi. Album Until the End of Time sklidilo velký komerční úspěch. Po tomto úspěchu bylo ihned v listopadu 2002 vydáno další album s 2 Pacovými, do té doby nezveřejněnými, písněmi. Deska Better Dayz zopakovala úspěch alba předchozího.
Roku 2006 byla vydána kompilace labelu nazvaná 15 Years on Death Row. Kvůli vleklým finančním problémům Suge Knight téhož roku vyhlásil bankrot. V roce 2009 label v aukci odkoupila společnost WIDEawake Entertainment Group. Od té doby byla vydána neúspěšná kompilační alba nezveřejněných písní umělců Snoop Dogga, Danny Boye, Crooked I a Sama Sneeda. Label fakticky přestal fungovat. V roce 2012 zbankrotovala kanadská firma New Solutions Financial Corp., která byla mateřskou společností WIDEawake. Roku 2013 koupila práva na katalog labelu multimediální společnost Entertainment One (eOne). V roce 2019 byl label eOne odkoupen společností na výrobu hraček Hasbro. eOne v dubnu 2021 oznámil, že svou hudební divizi odprodá investiční společnosti The Blackstone Group, hudební nahrávací společnost (původní divize eOne) se přitom přejmenovala na MNRK Music Group - vlastnictví labelu Death Row Records tedy přešlo pod Blackstone Group.
V únoru 2022 Snoop Dogg oznámil, že label Death Row od MNRK Music Group odkoupil. Téhož měsíce na něm vydal své devatenáctvé album B.O.D.R (Bacc On Death Row). Šlo o první album vydané na labelu od roku 2011.

## Seznam umělců
- Seznam umělců nahrávajících pod labelem Death Row Records.

### Bývalí
| Umělec                | Roky působení | Počet alb u DRR |
| --------------------- | ------------- | --------------- |
| Dr. Dre               | 1991-1995     | (1)             |
| The D.O.C.            | 1991-1995     | -               |
| Suge Knight           | 1991-2009     | CEO             |
| RBX                   | 1992-1994     | -               |
| Tha Dogg Pound        | 1992-1996     | (1)             |
| The Lady of Rage      | 1992-1997     | (1)             |
| Snoop Doggy Dogg      | 1992-1997     | (2)             |
| Jewell                | 1992-1999     | -               |
| Nate Dogg             | 1993-1997     | -               |
| Sam Sneed             | 1994-1997     | (1)             |
| Danny Boy             | 1994-1999     | (1)             |
| K-Solo                | 1995          | -               |
| LBC Crew              | 1995          | (1)             |
| 2Pac                  | 1995-1996     | (12)            |
| The Realest           | 1996-2006     | -               |
| Michel'le             | 1997-2009     | (1)             |
| Crooked I             | 1999-2003     | (1)             |
| Lisa "Left Eye" Lopes | 2002          | -               |
| Petey Pablo           | 2005-2006     | -               |

## Diskografie

### Úspěšná alba
| Rok  | Album | Umístění v hitparádě | Umístění v hitparádě | Ocenění          |
| Rok  | Album | US 200               | US Hip-Hop           | Ocenění          |
| ---- | --- | -------------------- | -------------------- | ---------------- |
| 1992 | Dr. Dre - The Chronic - Vydáno: 15. prosince 1992 - Vydavatel: Death Row                                               | 3                    | 1                    | US: 3x platinové |
| 1993 | Snoop Doggy Dogg - Doggystyle - Vydáno: 23. listopadu 1993 - Vydavatel: Death Row, Interscope, Atlantic                | 1                    | 1                    | US: 4x platinové |
| 1994 | Soundtrack - Above the Rim - Vydáno: 22. března 1994 - Vydavatel: Death Row, Interscope                                | 2                    | 1                    | US: 2x platinové |
| 1994 | Soundtrack - Murder Was The Case - Vydáno: 15. října 1994 - Vydavatel: Death Row, Interscope                           | 1                    | 1                    | US: 2x platinové |
| 1995 | Tha Dogg Pound - Dogg Food - Vydáno: 31. října 1995 - Vydavatel: Death Row, Interscope                                 | 1                    | 1                    | US: 2x platinové |
| 1996 | 2Pac - All Eyez on Me - Vydáno: 13. února 1996 - Vydavatel: Death Row, Interscope                                      | 1                    | 1                    | US: 9x platinové |
| 1996 | Makaveli (2Pac) - The Don Killuminati: The 7 Day Theory - Vydáno: 5. listopadu 1996 - Vydavatel: Death Row, Interscope | 1                    | 1                    | US: 4x platinové |
| 1996 | Snoop Doggy Dogg - Tha Doggfather - Vydáno: 12. listopadu 1996 - Vydavatel: Death Row, Interscope, MCA                 | 1                    | 1                    | US: 2x platinové |
| 1997 | Soundtrack - Gridlock'd - Vydáno: 28. ledna 1997 - Vydavatel: Death Row, Interscope                                    | 1                    | 1                    | US: platinové    |
| 1997 | Lady of Rage - Necessary Roughness - Vydáno: 4. června 1997 - Vydavatel: Death Row, Interscope                         | 32                   | 7                    | US: zlaté        |
| 1997 | Soundtrack - Gang Related - Vydáno: 7. října 1997 - Vydavatel: Death Row, Priority                                     | 2                    | 1                    | US: 2x platinové |
| 1998 | 2Pac - Greatest Hits - Vydáno: 24. listopadu 1998 - Vydavatel: Death Row, Amaru, Interscope                            | 3                    | 1                    | US: diamantové   |
| 2001 | 2Pac - Until the End of Time - Vydáno: 27. března 2001 - Vydavatel: Death Row, Amaru                                   | 1                    | 1                    | US: 3x platinové |
| 2002 | 2Pac - Better Dayz - Vydáno: 26. listopadu 2002 - Vydavatel: Death Row, Amaru                                          | 5                    | 1                    | US: 2x platinové |